# Stadion im. Floriana Kapały w Rawiczu
Stadion im. Floriana Kapały – stadion żużlowy w Rawiczu, w Polsce. 

## Charakterystyka
Obiekt może pomieścić 7000 widzów, z czego 3000 miejsc jest siedzących. Użytkowany jest przez klub żużlowy RKS Kolejarz Rawicz. Długość toru żużlowego na stadionie wynosi 330 m.
Zawody żużlowe rozgrywano w Rawiczu jeszcze przed II wojną światową. Trzy lata po wojnie żużlowcy Moto Klubu Rawicz (później pod nazwą Kolejarz) przystąpili do rozgrywek I ligi. W 1954 roku drużyna ta zajęła 3. miejsce w lidze, a rok później 2. miejsce. W 1957 roku klub spadł jednak do II ligi by po roku powrócić do elity. Sezon 1959 zespół ukończył jednak na ostatnim miejscu w tabeli, po czym został rozwiązany. Reaktywacja klubu nastąpiła dopiero w latach 90. XX wieku i nowy zespół ponownie przystąpił do rozgrywek ligowych w 1996 roku. Od 26 marca 2008 roku obiekt nosi imię Floriana Kapały (oficjalne uroczystości związane z nadaniem stadionowi imienia odbyły się 13 kwietnia). 22 maja 2008 roku na stadionie odbyły się zawody pierwszej edycji drużynowych mistrzostw Europy juniorów.